# Ханссен, Рихард
Рихард Ханссен (нем. Richard Hanssen; 24 августа 1864, Травемюнде — 10 декабря 1945, Гамбург) — немецкий офтальмолог, профессор университета в Гамбурге.

## Биография
Рихард Ханссен родился 24 августа 1864 года в Травемюнде в семье врача; в 1884 году он окончил гимназию Катаринеум в Любеке. После этого Ханссен изучал медицину в Цюрихе, во Фрайбурге-им-Брайсгау, Киле, Берлине и Вюрцбурге. В 1885 году он стал членом студенческого братства «Corps Holsatia», а в 1889 — получил врачебную лицензию в Киле. В том же году он стал кандидатом медицинских наук. В период с 1892 по 1893 он являлся врачом-ассистентом в Университетской клинике Гамбург-Эппендорф, после чего, в 1894 — получил позицию офтальмолога в Гамбурге. В тот же период он возглавлял офтальмологическую клинику, относившейся к поликлинике союза «Vaterländischer Frauenverein». Он также работал и школьным врачом: в 1904 году стал членом-основателем Ассоциации школьного здравоохранения Гамбурга (Vereinigung für Schulgesundheitspflege zu Hamburg).
В 1906 году Ханссен вступил в Гамбургскую медицинскую ассоциацию (Ärztlicher Verein Hamburg) и в союз «Verein der Spezialärzte von Hamburg-Altona»; он также состоял членом Немецкого офтальмологического общества. В частности, по его инициативе в городе началось обучение школьных врачей, а сами гамбургские школьники стали проходить регулярные медицинские обследования. С 1914 по 1931 год Ханссен являлся старшим врачом офтальмологического отделения в клинике «Asklepios Klinik Barmbek». В 1921 году он защитил докторскую диссертацию и получил позицию приват-доцента в Гамбургском университете; в 1927 году он стал профессором.
11 ноября 1933 года Рихард Ханссен был среди более 900 ученых и преподавателей немецких университетов и вузов, подписавших «Заявление профессоров о поддержке Адольфа Гитлера и национал-социалистического государства». В 1934 году он присоединился к Национал-социалистическому союзу немецких доцентов (NS-Dozentenbund). Скончался 10 декабря 1945 года в Гамбурге.

## Работы
- Die Augenklinik zu Kiel, Dissertation, Kiel 1889
- Über Hornhautverfärbung, Klinische Monatsblätter für Augenheilkunde, 1913
- Zur Frage der Stumpfbildung nach Enucleatio oder Exenteratio bulbi, Zeitschrift für Augenheilkunde, Band 34, 1915
- Beitrag zur Histologie des Glaukoms, Klinisches Monatsblatt für Augenheilkunde, November 1919
- Beitrag zur Histologie des myopischen Auges, insbesondere zur Lückenbildung in der Retina und Entstehung der Netzhautablösung, Klinisches Monatsblatt für Augenheilkunde, 1919
- Zur Frage der Glashaut-Drusen der Aderhaut, Centralblatt für praktische Augenheilkunde, Band 43, 1919
- Drei Fälle von «Pseudotumor» des Auges, mit Beiträgen von seltener Befunde myoptischer Veränderungen und zur Frage der Retinitis exudativa Coats, Klinisches Monatsblatt für Augenheilkunde, November 1920
- Zur Genese der Retinitis nephritica, Klinische Monatsblätter für Augenheilkunde, 1921
- Zur Genese der Myopie, Klinisches Monatsblatt für Augenheilkunde, 1921
- Stumpfbildung nach operativer Entfernung des Auges, Klinisches Monatsblatt für Augenheilkunde, März 1922
- Über Vitiligo, Internationale Zeitschrift für Augenheilkunde, Band 56, 1925
- Zur Operation der partiellen Trichiasis, Klinisches Monatsblatt für Augenheilkunde, 1927
- Zur Frage der Retinitis nephritica, Klinische Monatsblätter für Augenheilkunde, Band 82, 1929
- Beitrag zur pathologischen Anatomie der Linse, Zeitschrift für Augenheilkunde, Dezember 1931
- Inclusión en gelatina y tinción por el sudán, Archivos de oftalmologia Hispano-Americanos, Band 32, 1932